# 采莱特纳街
采莱特纳街（Celetná）是布拉格老城的一条街道，连接老城广场和火药塔。这是布拉格最古老的街道之一，也是皇家之路的一部分。这条街的两边排列着巴洛克宫殿，以及少数现代建筑，包括立体派的House of the Black Madonna。 